# Andrea Tullos

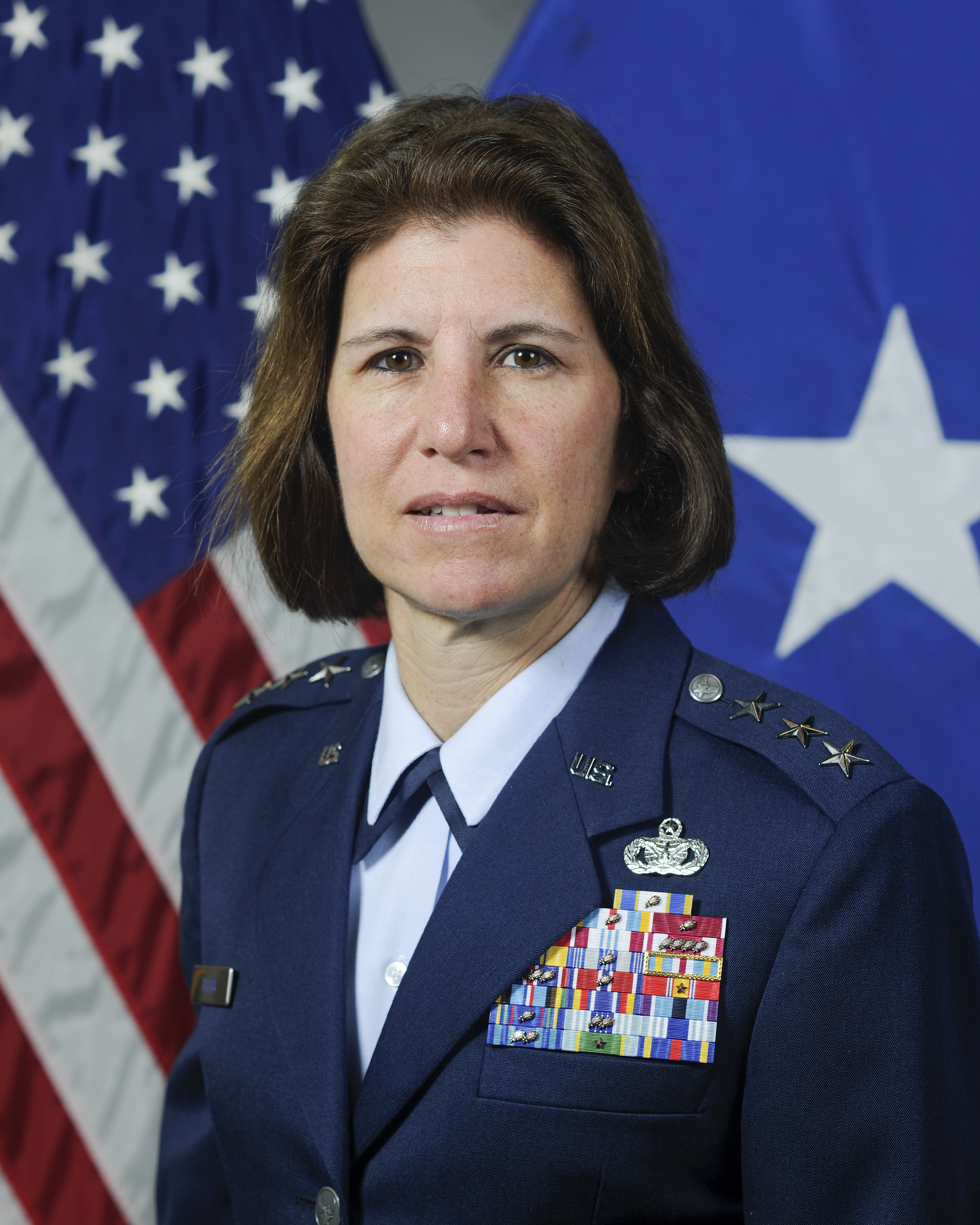
Andrea D. Tullos (2022)

Andrea D. Tullos (* um 1969) ist Generalleutnant der United States Air Force. Sie war unter anderem Kommandeur der 2. Luftflotte. Zur Zeit (März 2025) leitet sie die Air University.
Über das ROTC-Programm der University of Virginia gelangte sie im Jahr 1991 in das Offizierskorps der United States Air Force. Dort durchlief sie anschließend alle Offiziersränge vom Leutnant bis zum Drei-Sterne-General.
Im Lauf ihrer militärischen Karriere absolvierte sie verschiedene Kurse und Schulungen. Dazu gehörten unter anderem die Squadron Officer School auf der Maxwell Air Force Base in Alabama; die FBI Academy in Quantico in Virginia; das National War College in Fort Lesley J. McNair in Washington, D.C. und der Master of Arts, National Security Strategy Course an der National Defense University, ebenfalls in Fort Lesley J. McNair. Außerdem erhielt sie einen akademischen Grad von der University of New Mexico.
In ihren frühen Jahren als Offizierin der Luftwaffe war sie an verschiedenen Stützpunkten stationiert. Dabei war sie vor allem im Sicherheitsbereich oder als Stabsoffizierin bei unterschiedlichen Einheiten tätig. Dazwischen absolvierte sie die erwähnten Schulungen. Als Stabsoffizierin war sie unter anderem im Hauptquartier der Air Force tätig. Zwischen März 2000 und März 2001 war sie mit der 386. Sicherheitsschwadron (386th Expeditionary Security Forces Squadron) im Nahen Osten stationiert.
Zwischen Juni 2004 und Juni 2006 war sie auf der Ramstein Air Base in Deutschland stationiert. Bis zum Mai 2005 kommandierte sie dort die 568. Sicherheitsschwadron (568th Security Forces Squadron) und danach die 435. Sicherheitsschwadron (435th Security Forces Squadron). Danach gehörte sie bis zum Mai 2008 dem erweiterten Stab des Hauptquartiers der Luftwaffe an. Dabei war sie in dessen Stabsabteilung für strategische Planungen in der Unterabteilung für Angelegenheiten um den Irak tätig.
Zwischen Juni 2008 und Juni 2009 war Andrea Tullos als Oberstleutnant erneut im Nahes Osten stationiert, wo sie die 379. Expeditionssicherheitsschwadron (379th Expeditionary Security Forces Squadron) kommandierte. Nach ihrem anschließenden bis zum Juni 2010 andauernden Studium am National War College wurde sie zum Camp H. M. Smith in Hawaii versetzt, wo sie bis zum Juli 2011 dem Stab des United States Pacific Commands angehörte. Innerhalb der Stabsabteilung für Operationen leitete sie die Unterabteilung die für die Bekämpfung des Terrorismus und den Schutz der kritischen Infrastruktur zuständig war (Chief, Antiterrorism and Critical Infrastructure Protection Division).
Ihre nächste Mission führte sie zur Offutt Air Force Base in Nebraska, wo sie zwischen Juli 2011 und Juli 2013 die 55th Mission Support Group befehligte. Anschließend gehörte sie bis zum Mai 2014 erneut dem Stab des Hauptquartiers der Air Force an. Dort leitete sie innerhalb der Stabsabteilung für strategische Planungen die für den Irak und die arabische Halbinsel zuständige Abteilung (Chief, Arabian Peninsula and Iraq Division). Es folgte eine Versetzung zur Maxwell AFB in Alabama. Zwischen Mai 2014 und Juni 2016 kommandierte sie dort das 42. Basisgeschwader (42nd Air Base Wing).
Danach kehrte sie erneut zum Hauptquartier der Luftwaffe zurück. Bis zum August 2019 leitete sie dort die für die Sicherheitskräfte zuständige Abteilung (Director of Security Forces). Am 29. August 2019 übernahm Andrea Tullos auf der Keesler Air Force Base in Mississippi als Nachfolgerin von Timothy J. Leahy das Kommando über die 2. Luftflotte. Dieses Amt bekleidete sie bis zum 30. Juli 2021, als sie von Michele C. Edmondson abgelöst wurde.
Nach dem Ende dieses Auftrags wurde sie auf die Randolph Air Force Base in Texas versetzt. Zwischen August 2021 und Juli 2022 bekleidete sie dort das Amt der stellvertretenden Kommandeurin des Air Education and Training Commands. Anschließend kehrte sie erneut zur Maxwell AFB zurück, wo sie im Juli 2022 die Leitung der Air University übernahm. Dieses Amt bekleidet sie bis heute (März 2025).

## Daten der Beförderungen
| Abzeichen | Rang               | Jahr             |
| --------- | ------------------ | ---------------- |
|           | Second Lieutenant  | 12. Februar 1992 |
|           | First Lieutenant   | 12. Februar 1994 |
|           | Captain            | 12. Februar 1996 |
|           | Major              | 1. Oktober 2002  |
|           | Lieutenant Colonel | 1. Dezember 2006 |
|           | Colonel            | 1. Oktober 2010  |
|           | Brigadier General  | 2. August 2016   |
|           | Major General      | 4. Oktober 2019  |
|           | Lieutenant General | 25. Juli 2022    |

## Orden und Auszeichnungen
Andrea Tullos erhielt im Lauf ihrer militärischen Laufbahn unter anderem folgende Auszeichnungen:
- Air Force Distinguished Service Medal
- Defense Superior Service Medal
- Legion of Merit
- Bronze Star Medal
- Defense Meritorious Service Medal
- Meritorious Service Medal
- Air Force Commendation Medal
- Air Force Achievement Medal